# Repeater-Gletscher
Der Repeater-Gletscher ist ein steiler und 1,4 km langer Gletscher im ostantarktischen Viktorialand. In der Asgard Range fließt er vom Ponder Peak in östlicher Richtung zum Newall-Gletscher.
Das New Zealand Geographic Board benannte ihn im Jahr 1998. Namensgeber ist, wie beim benachbarten Commanda-Gletscher, ein Hochfrequenzrepeater, der auf dem nahegelegenen Mount Newall für den Funkverkehr neuseeländischer Feldforschungsteams installiert worden war.